# Orange mécanique
Pour le roman d'Anthony Burgess, voir L'Orange mécanique
Pour plus de détails, voir Fiche technique et Distribution.
Orange mécanique (A Clockwork Orange) est un film d'anticipation britannico-américain écrit et réalisé par Stanley Kubrick, sorti sur les écrans en 1971.
Adapté du roman d'Anthony Burgess, L'Orange mécanique (A Clockwork Orange dans son édition originale britannique de 1962), il est à classer dans les films d'anticipation, mais peut également se voir comme une satire de la société moderne. Ici, c'est la vision d'une cité urbaine où les jeunes ont pris le pouvoir qui est présentée au spectateur. Le film est aussi un peu futuriste, très violent, très psychologique, avec un côté drôle et parfois dramatique. Dans ce film, Stanley Kubrick semble surtout privilégier le climat malsain et dérangeant qui se dégage, ainsi que le côté viscéral, plutôt que la violence visuelle.
Alex DeLarge, un sociopathe et violeur, qui s'intéresse à la musique classique et à l'« ultraviolence », dirige un petit gang de voyous (Pete, Georgie et Dim), qu'il appelle ses « droogies » (en russe, « droug » signifie « ami » ou « camarade »). Le film est la chronique de l'action criminelle du gang, puis de la tentative de réhabilitation d'Alex via un conditionnement psychologique controversé. Alex narre à la première personne l'action du film dans le langage nadsat, un argot anglo-russe (inventé par Anthony Burgess).
Stanley Kubrick décrit son film en décembre 1971 dans Saturday Review comme « une satire sociale traitant de la question de savoir si la psychologie comportementale et le conditionnement psychologique sont de nouvelles armes dangereuses pouvant être utilisées par un gouvernement totalitaire qui chercherait à imposer un vaste contrôle sur ses citoyens et en faire à peine plus que des robots. »
En 2020, Orange mécanique a été sélectionné par le National Film Registry pour être conservé à la bibliothèque du Congrès aux États-Unis pour son « importance culturelle, historique ou esthétique ». En 2008, l'American Film Institute l'a placé à la quatrième place des dix meilleurs films de science-fiction américains dans son classement AFI's 10 Top 10.
L'affiche du film a été créée par le peintre Philip Castle et le designer Bill Gold.

## Synopsis

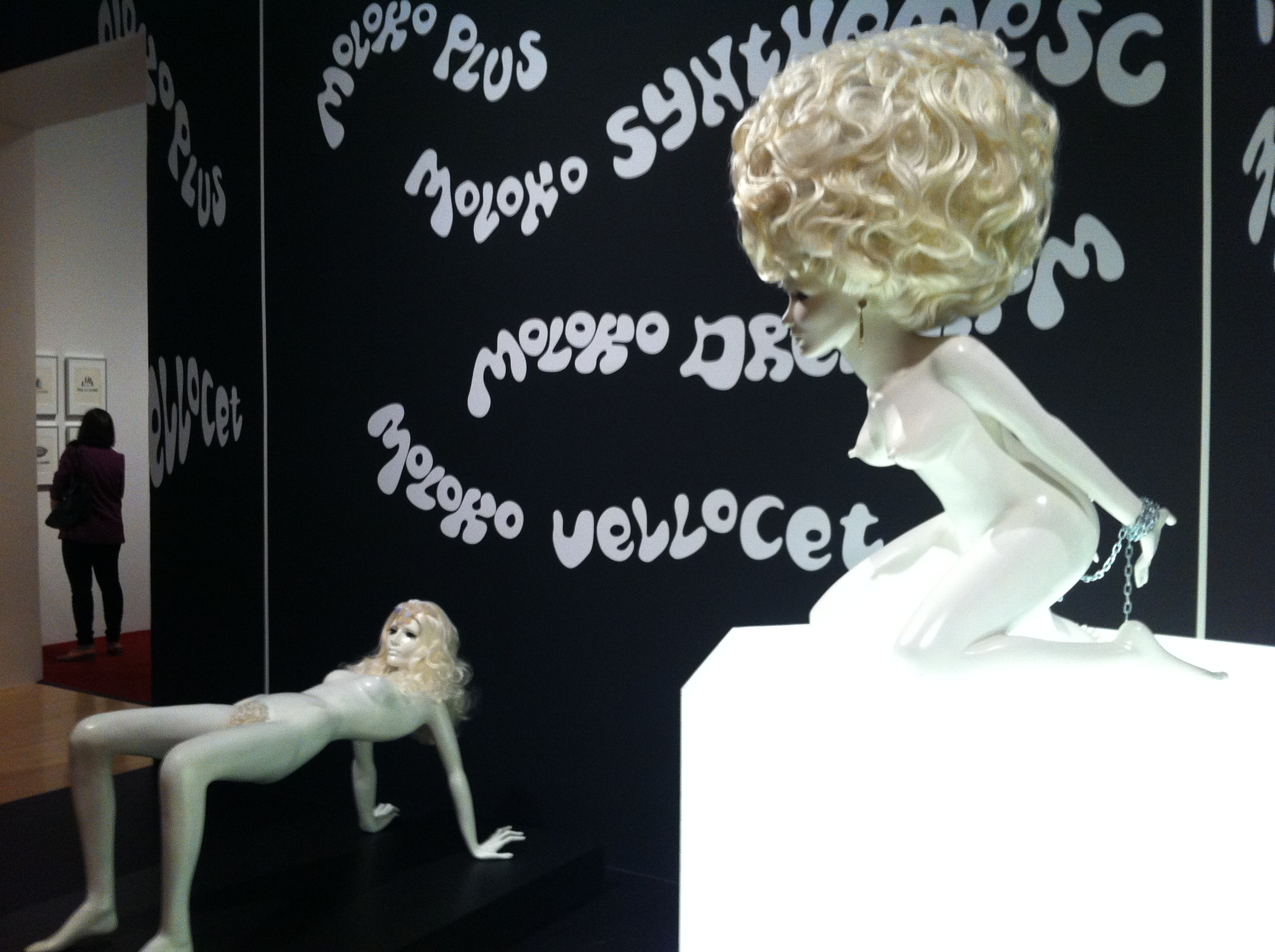
Décor du Korova Milkbar.
Exposition au Los Angeles County Museum of Art en 2012.

En Angleterre, dans un proche avenir, Alex DeLarge, jeune délinquant passionné par la musique de Beethoven (qu'il appelle la plupart du temps « Ludwig Van »), spécialement la 9e symphonie, est obsédé par le coït sexuel (« des parties de ça-va-ça-vient », dit-il) et adepte de la violence (« ultraviolence », dans son jargon). Il a une dégaine élaborée, avec son chapeau melon et de faux cils en pattes d'araignée sous un œil.
Alex est le chef d'une bande, les droogs ou droogies, qui se compose de Pete, Georgie et Dim. Ils font partie d'une des nombreuses bandes de jeunes qui évoluent dans un univers urbain décadent. Ils s'expriment dans un argot anglo-russe auquel l'auteur du roman, Anthony Burgess, a donné le nom de « nadsat », le mot « droog » faisant ainsi référence au mot « друг » (« ami » en russe). Servie au Korova Milkbar, leur boisson préférée est le Moloko Plus (de молоко, « lait » en russe), un lait drogué au speed. Après s'en être intoxiquée, la bande s'engage dans une nuit d'« ultraviolence ». Elle commence par tabasser un vieux vagabond, puis se bat contre une bande rivale menée par Billyboy, interrompant ainsi le viol d'une jeune fille. Enfin, elle vole une voiture, une Durango 95, et conduit, au mépris du code de la route, vers la maison de campagne de l'écrivain politique F. Alexander. Ce dernier est battu avec une telle violence qu'il en restera paraplégique à vie. Masqué à l'instar de ses complices, Alex viole la femme d'Alexander en chantant Singin' in the Rain.

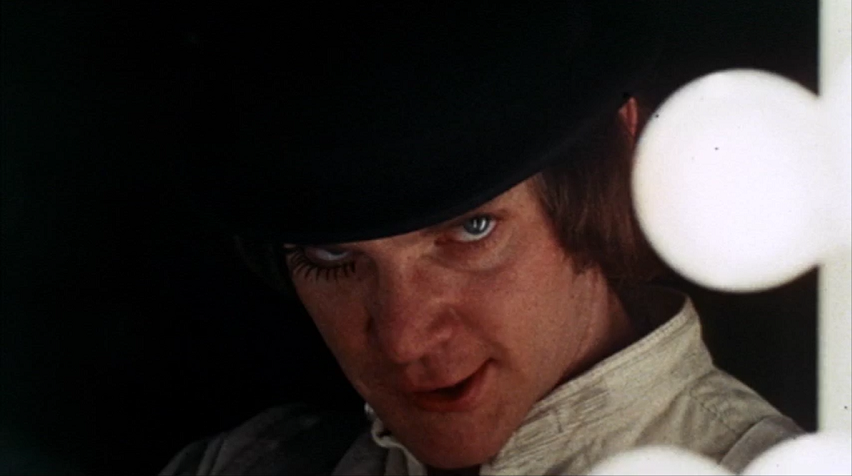
Alex.
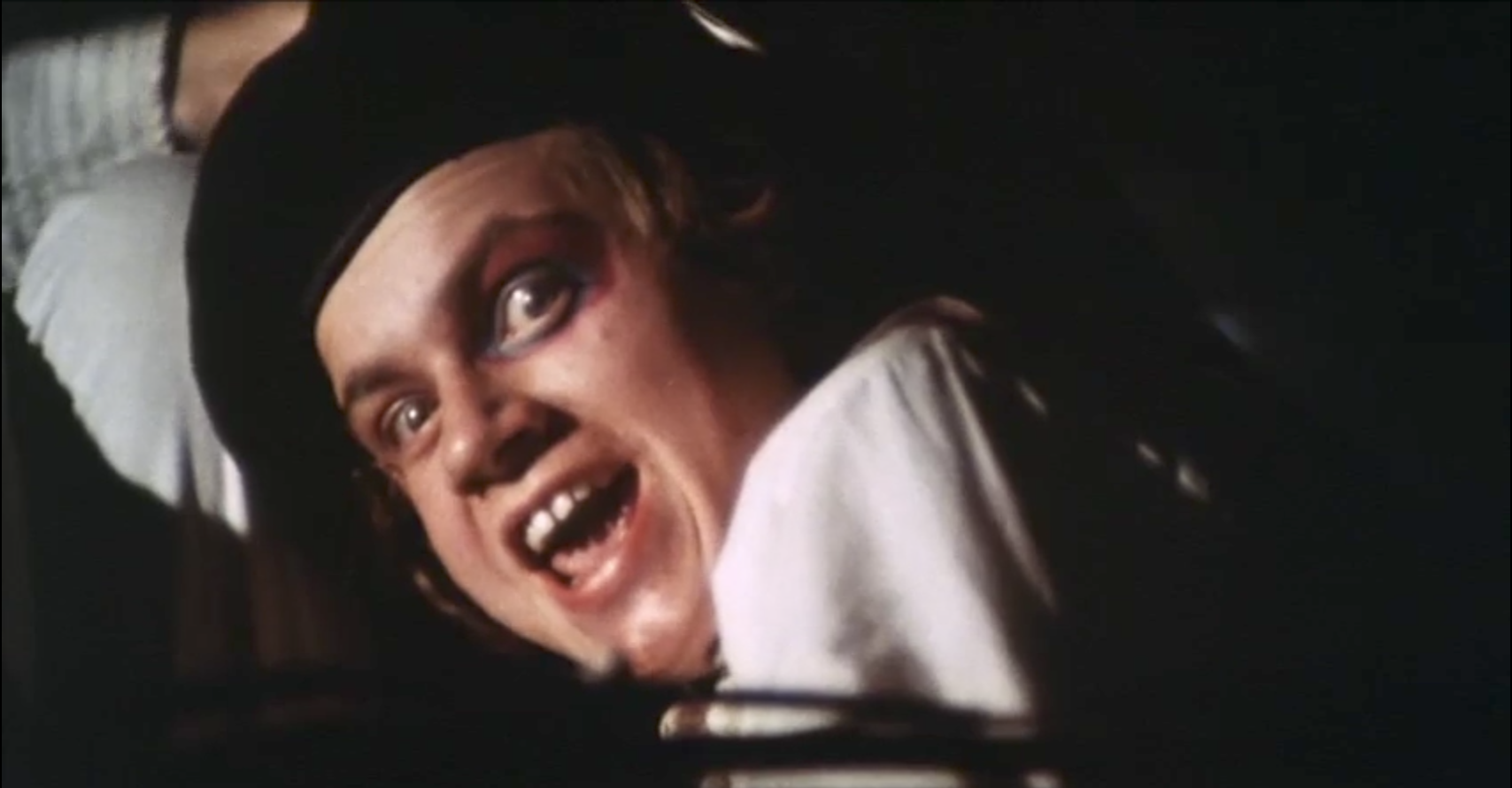
Pete.
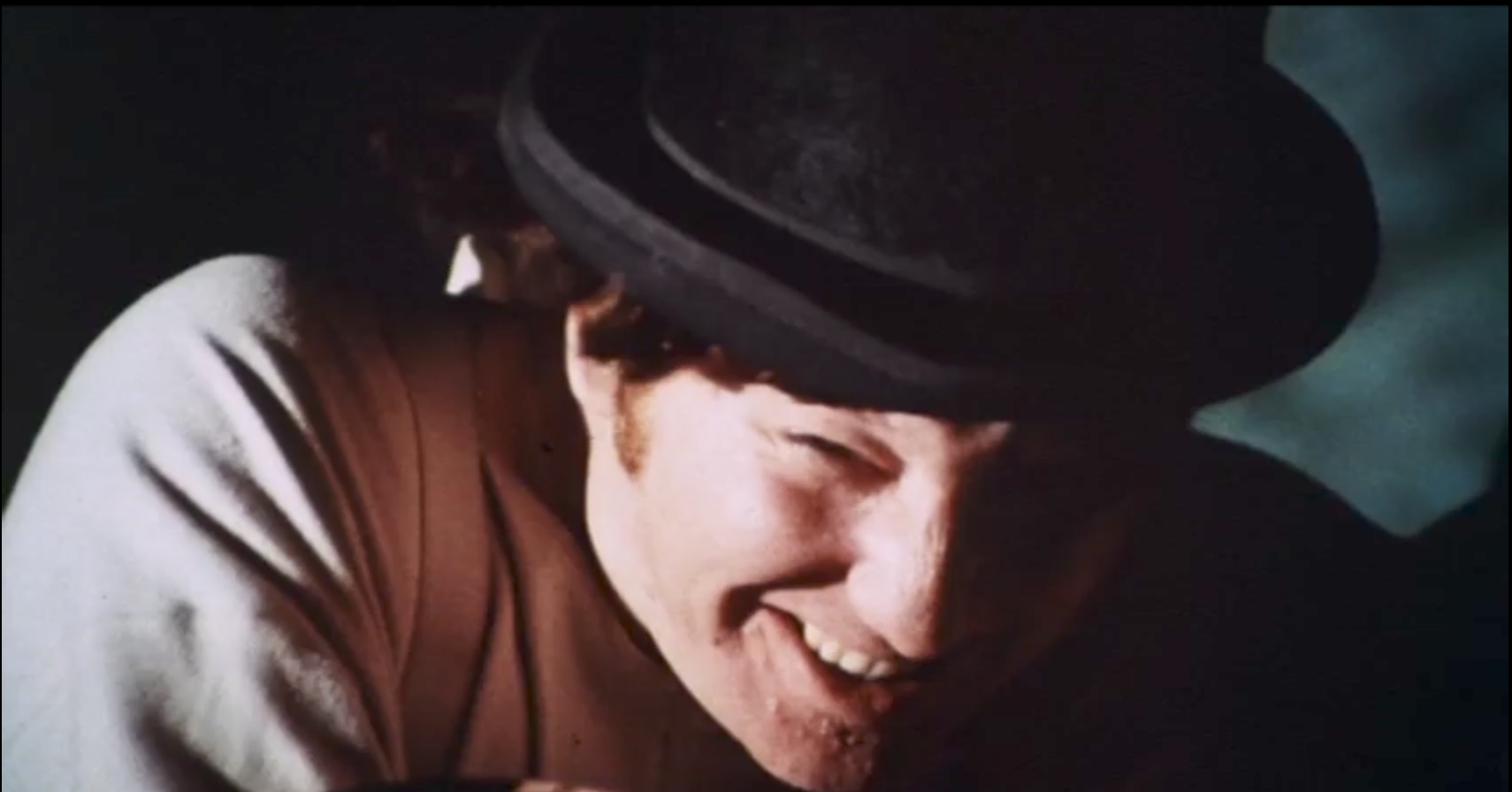
Georgie.
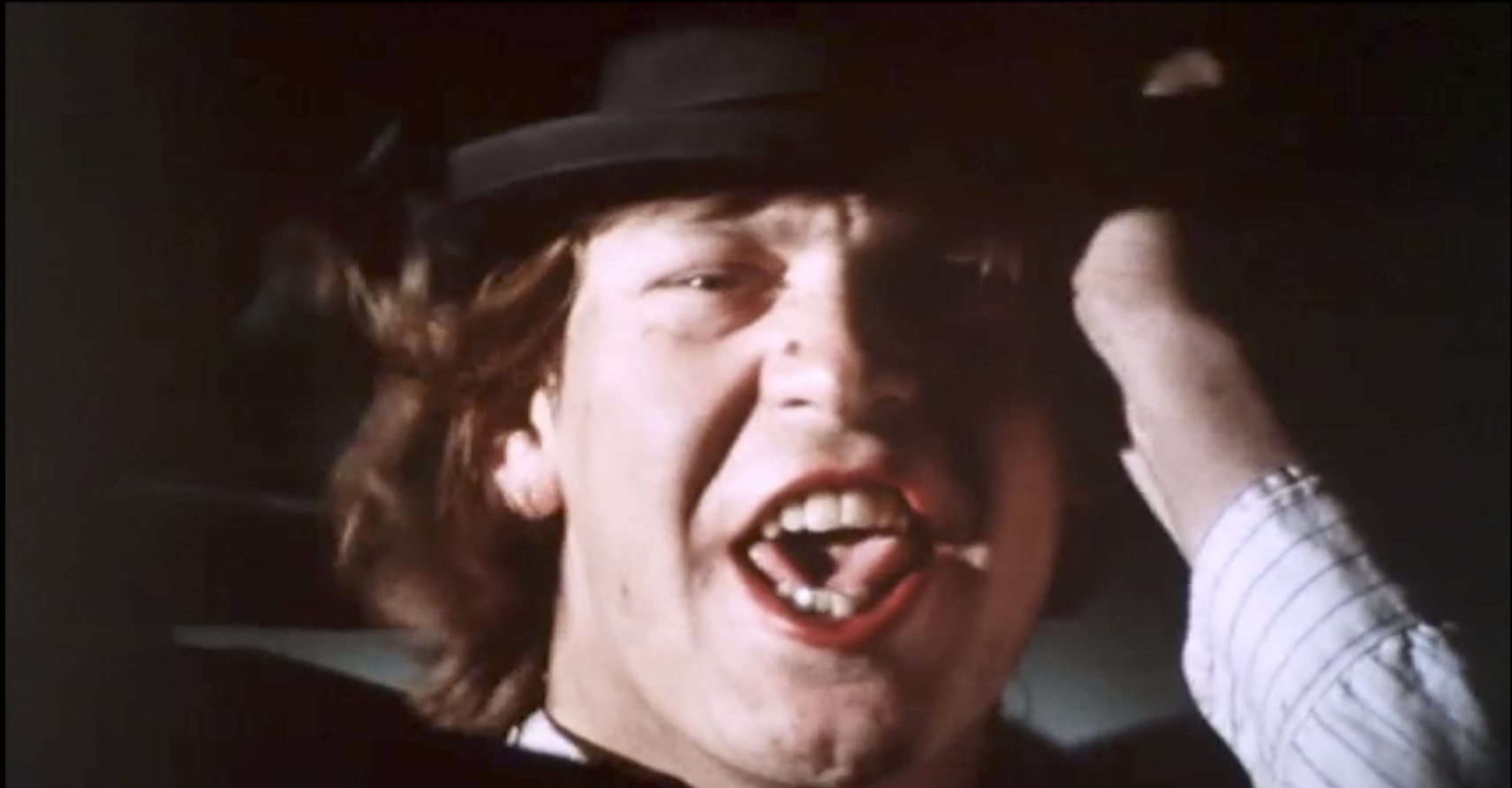
Dim.

Le lendemain, alors qu'il reste au lit plutôt que d'aller en cours, Alex reçoit la visite de son contrôleur judiciaire, M. P. R. Deltoid, qui le met en garde contre lui-même et sa violence. Alex n'a que faire de ses remarques et préfère aller chez le disquaire où il aborde deux filles qu'il emmène chez lui, Sonietta et Marty. Alex copule avec elles dans une scène montrée en accéléré.
Après les événements de la nuit, Alex et ses droogs se retrouvent. Les droogs lui font part de leur mécontentement et exigent un partage plus équitable du butin, ainsi que de se lancer dans des vols de plus grande envergure. Alex, sentant son ascendant sur eux lui échapper, attaque par surprise ses comparses et les jette dans un bassin ; cette scène est montrée au ralenti. La nuit suivante, Alex investit le manoir d'une riche « femme aux chats » qui collectionne les œuvres d'art érotiques. Pendant que ses droogies attendent devant la porte, Alex frappe la femme avec une statue en forme de phallus et l'assomme. Entendant les sirènes de la police, Alex tente de s'enfuir, mais il est trahi par ses droogs. Dim le frappe au visage avec une bouteille de lait, le laissant chancelant et provisoirement aveugle. Alex est interpellé et malmené par la police. À ce moment, M. Deltoid arrive et annonce à Alex que la femme vient de mourir des suites de ses blessures, faisant de lui un meurtrier, et il lui crache au visage. Au tribunal, Alex est condamné à 14 ans de réclusion criminelle et incarcéré sous le matricule no 655321.

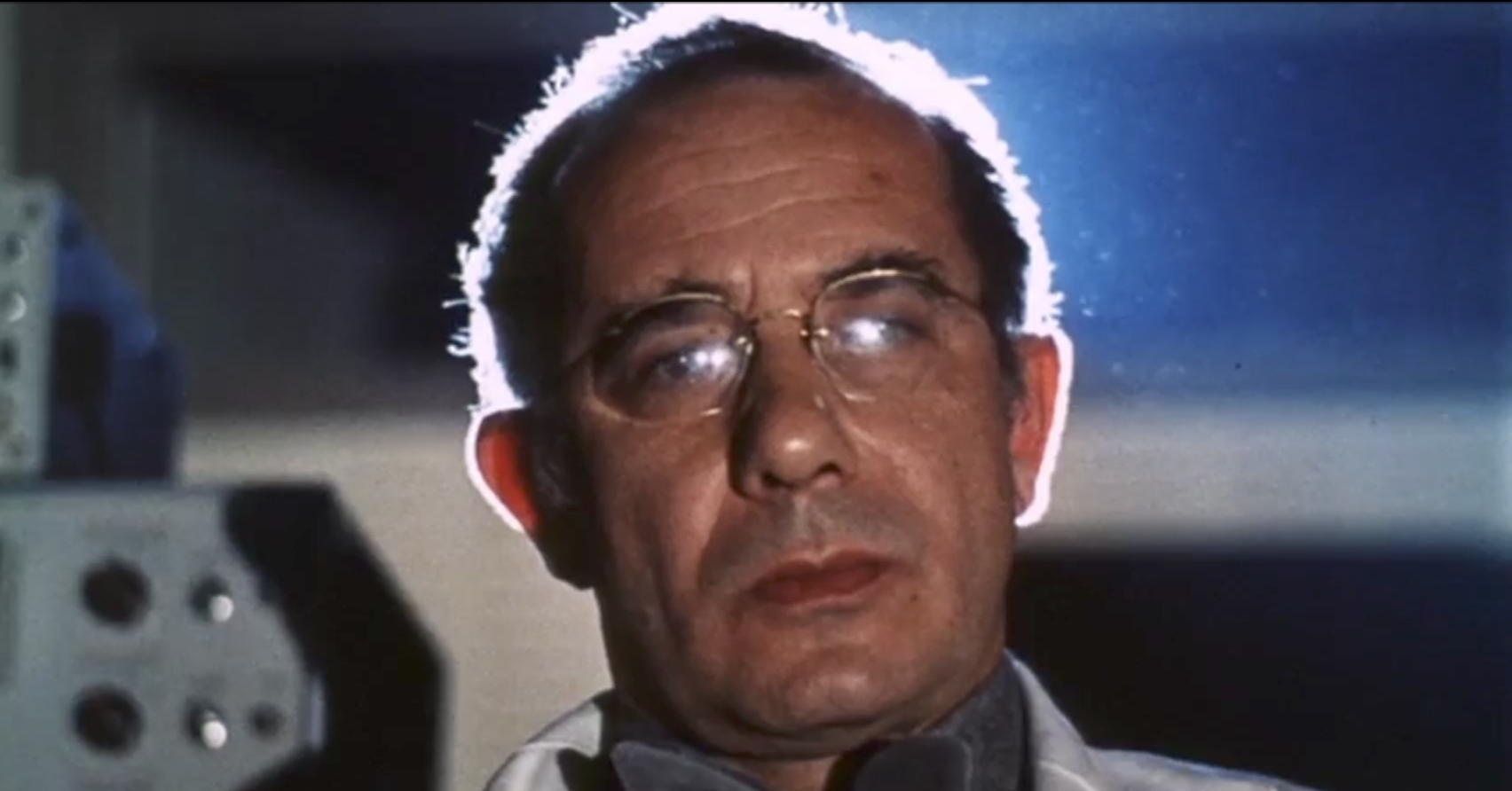
Le docteur Brodsky lors d'une des projections faisant partie du traitement Ludovico.

Deux ans plus tard, le ministre de l'Intérieur effectue une visite dans la prison et cherche des volontaires pour expérimenter la « technique Ludovico ». Dans l'espoir de sortir de prison, Alex se porte volontaire pour tester cette thérapie révolutionnaire d'une durée de deux semaines, financée par le gouvernement dans le cadre d'un programme expérimental d'éradication de la délinquance. Le traitement est fondé sur un principe semblable à celui des réflexes de Pavlov, consistant en une thérapie par aversion. Il s'agit pendant quinze jours d'amener Alex, attaché à un fauteuil avec un appareillage qui le force à garder les yeux ouverts à l'aide d'une paire de blépharostats, à associer certains stimuli (des scènes de violence ou de sexe projetées sur un écran qu'il est forcé de regarder) aux douleurs provoquées par les drogues qu'on lui administre au cours de ce traitement. Lors d'une des séances est projetée une série de scènes sur l'Allemagne nazie dont la bande-son est la Symphonie no 9 de Beethoven produite en musique électronique par des synthétiseurs. L'admiration d'Alex pour ce chef-d'œuvre musical se mue paradoxalement en une profonde aversion, montrant l'évidente efficacité du traitement.
Après deux semaines de technique Ludovico, le ministre de l'Intérieur organise une démonstration pour prouver qu'Alex est « guéri ». Ce dernier se révèle incapable de riposter physiquement à l'attaque d'un acteur qui le provoque et l'insulte. Alex tombe pareillement malade dès qu'il ressent le désir de toucher l'actrice dévêtue qui se présente devant lui. Bien que l'aumônier de la prison proteste en arguant « qu'il n'y a pas de moralité sans choix », le directeur de la prison réplique qu'ils ne sont pas intéressés par les questions d'éthique ou philosophiques mais seulement par « le souci d'enrayer les crimes ».

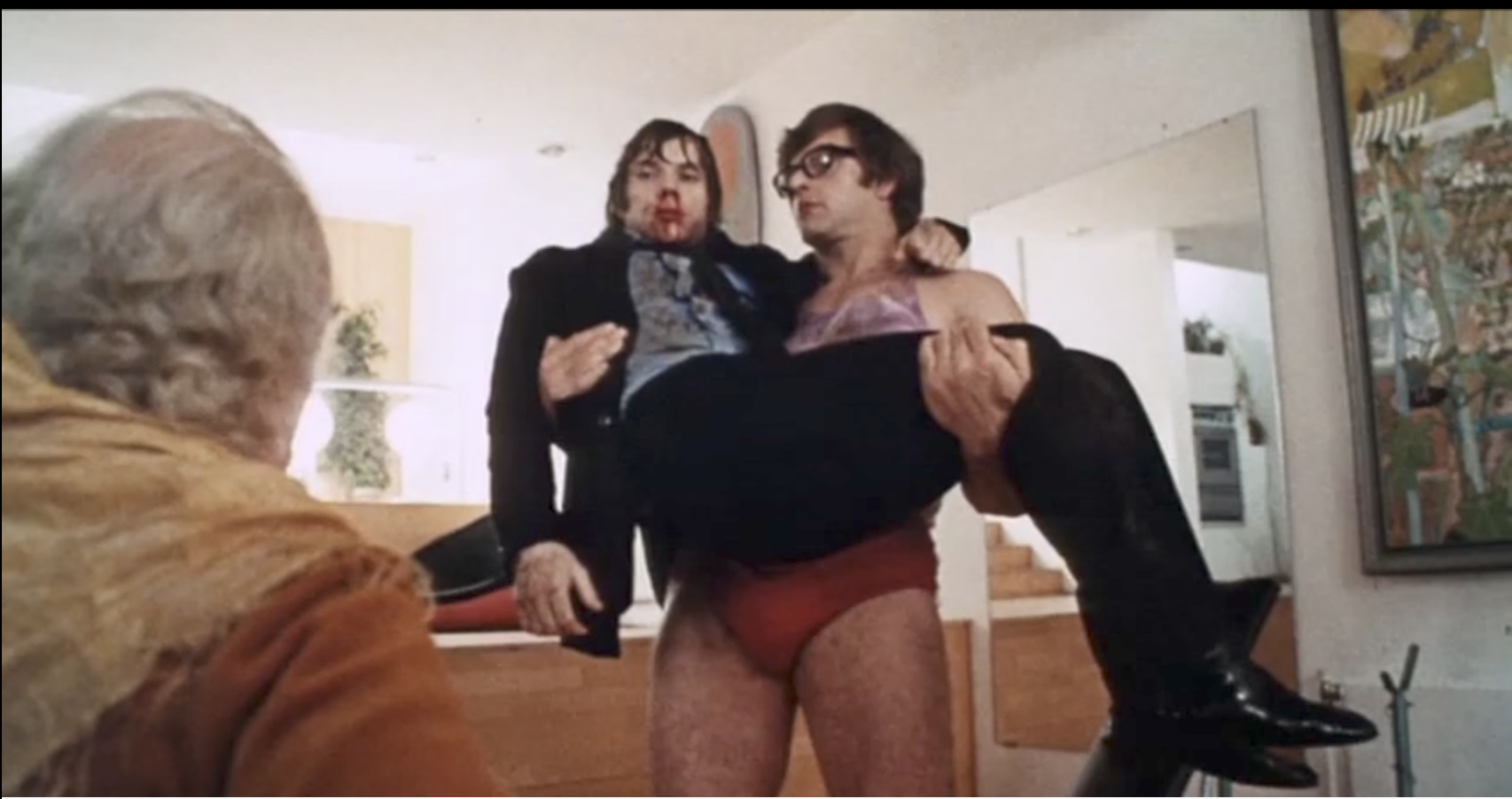
L'écrivain F. Alexander et Julian recueillent Alex.

Après sa remise en liberté, Alex apparaît totalement inadapté et sans défense face à ses semblables. Tous ses biens ont été saisis par la police pour dédommager les victimes. Ses parents ont loué sa chambre à un étranger, qui le méprise ouvertement. En outre, son serpent domestique est mort durant sa détention. Devenu sans-logis, Alex rencontre le vagabond qu'il avait auparavant passé à tabac. Celui-ci, le reconnaissant, s'adjoint l'aide d'autres clochards pour lui infliger une sévère correction jusqu'à l'intervention de Dim et Georgie, désormais devenus policiers depuis son arrestation. Profitant de son impuissance, les deux anciens droogies le noient à moitié tout en le rouant de coups. À bout de forces, il se réfugie chez un homme, qui s'avère encore être une de ses anciennes victimes, l'écrivain F. Alexander. L'homme à tout faire de ce dernier, Julian, le récupère évanoui à la porte d'entrée. M. Alexander ne reconnaît pas Alex comme son agresseur car ce dernier était masqué lors de l'attaque, mais il a lu son histoire dans les journaux. Il veut s'en servir comme d'une arme médiatique pour affaiblir le gouvernement en place en dénonçant ses procédés totalitaires. En effet, M. Alexander pense que la technique Ludovico est un pas de plus vers le totalitarisme par la maîtrise des consciences. Alors que M. Alexander appelle au téléphone ses amis conspirateurs, il entend Alex entonner Singin' in the Rain dans son bain : le traumatisme de l'agression lui revient en mémoire et il identifie son hôte comme l'un de ses agresseurs.
Avec l'aide de ses amis, M. Alexander, qui a drogué le repas qu'il a préparé pour Alex, cherche à lui parler davantage lors du dîner pour comprendre les conséquences du traitement de celui-ci. L'écrivain décide de « faire d'une pierre deux coups » en utilisant la sensibilité d'Alex à la Neuvième Symphonie pour le pousser au suicide : de cette manière, il compte venger l'agression qu'il a subie tout en faisant ensuite attribuer cet acte à la cure critiquée. M. Alexander drogue Alex, l'enferme dans une chambre à l'étage et fait jouer la Neuvième Symphonie à travers le plancher. Alex finit par se jeter par la fenêtre, mais la tentative de suicide échoue et il est finalement sauvé et pris en charge par le ministre de l'Intérieur.

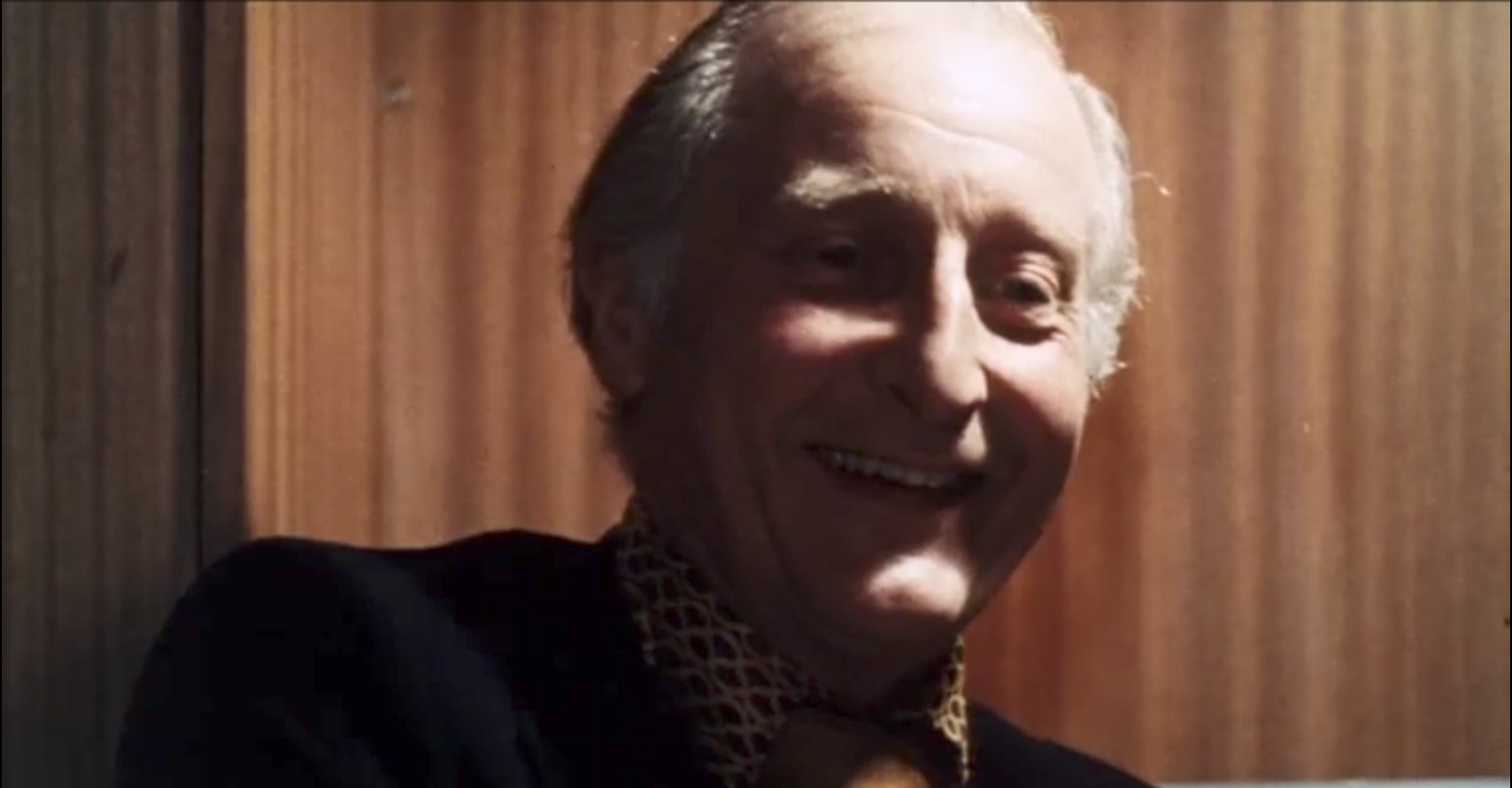
Le ministre de l'Intérieur sourit à la presse conviée dans la chambre d'hôpital d'Alex.

Alex se réveille à l'hôpital. Une psychiatre lui fait passer une série de tests psychologiques ; il s'avère qu'il a retrouvé son appétence pour la violence et le sexe. Dans le même temps, il lui fait part du rêve qu'il a fait à demi conscient pendant sa convalescence, dans lesquels des médecins lui farfouillaient le cerveau. La psychiatre le rassure pour éluder la question, ce qui laisse sous-entendre qu'Alex a probablement fait l'objet d'opérations cérébrales dans le but de compléter les effets du traitement Ludovico. Le ministre de l'Intérieur arrive dans la chambre du convalescent, s'excuse et lui apprend que M. Alexander a été mis « à l'abri ». Il lui offre ensuite de prendre soin de lui grâce à un travail bien rémunéré. En contrepartie, Alex doit devenir le chargé des relations publiques du parti au pouvoir en vue d'atténuer l'image déplorable du gouvernement auprès des électeurs à la suite de cette affaire. Comme signe de bonne volonté, le ministre fait installer une chaîne stéréo dernier cri jouant la Neuvième Symphonie dans sa chambre d'hôpital. Tandis que la presse immortalise l'événement, Alex visualise un fantasme où il copule avec une femme dans la neige, entouré d'une foule vêtue à la mode en vogue à l'époque de Beethoven. Malgré ses pensées lubriques et la musique du compositeur allemand, il ne ressent plus aucune douleur physique.
Alex conclut en voix off : « Oh oui, j'étais guéri pour de bon. »

## Fiche technique
- Titre original : A Clockwork Orange
- Titre français : Orange mécanique
- Réalisation : Stanley Kubrick
- Scénario : Stanley Kubrick d'après le roman d'Anthony Burgess, L'Orange mécanique
- Musique : Wendy Carlos
- Décors : John Barry
- Costumes : Milena Canonero
- Photographie : John Alcott, assisté d'Ernest Day (cadreur)
- Montage : Bill Butler (en)
- Production : Stanley Kubrick ; Si Litvinoff (en) et Max L. Raab (en) (exécutifs) ; Bernard Williams (associé)
- Sociétés de production : Polaris Productions, Hawk Films (en) (Royaume-Uni) et Warner Bros. (États-Unis)
- Société de distribution : Warner Bros.
- Budget : 2,2 millions de dollars[5]
- Pays de production :  Royaume-Uni,  États-Unis
- Langue originale : anglais
- Adaptation en français : Éric Kahane[6]
- Format : couleur — 35 mm — 1,66:1 — son monophonique
- Genre : anticipation, science-fiction, conte dramatique, thriller
- Durée : 136 minutes
- Dates de sortie :
  - États-Unis : 19 décembre 1971 (avant-première) ; 2 février 1972 (sortie nationale)
  - Royaume-Uni : 13 janvier 1972
  - France : 21 avril 1972[7] (Paris) ; 15 mai 1972 (sortie nationale)
- Classification :
  - États-Unis : classé X[8] puis reclassé R - Restricted (certificate #22962) en 1973 en version amputée de certaines scènes de sexe[9][réf. non conforme]. Classé TV-MA à la télévision par la Motion Picture Association en version originale[10][réf. non conforme].
  - Royaume-Uni : classé X interdit aux moins de 18 ans au cinéma à sa sortie puis censuré en 1973 jusqu'à sa diffusion à la télévision en 1999[10]
  - France : interdit aux moins de 18 ans à sa sortie[11][réf. incomplète]. Interdit aux moins de 16 ans à la ressortie en janvier 1992. Déconseillé aux moins de 16 ans à sa diffusion sur Canal+ en 1996, puis aux moins de 12 ans ultérieurement[12],[13][réf. non conforme],[14][réf. non conforme].
- Box-office :
  - France : 7 600 000 entrées
  - Monde entier : 26 589 355 $[5]
- Affiche : Bill Gold (États-Unis)

## Distribution
- Malcolm McDowell (VF : Jean Fontaine) : Alexander DeLarge, dit Alex DeLarge
- Patrick Magee (VF : Jean-Henri Chambois) : M. Frank Alexander, l'écrivain
- Michael Bates (VF : Jacques Deschamps) : le gardien-chef Barnes
- Warren Clarke (VF : Claude Brosset) : Dim
- John Clive : l'acteur sur la scène
- Adrienne Corri : Mrs. Mary Alexander, l'épouse violentée
- Carl Duering : Dr Brodsky
- Paul Farrell (en) (VF : Henri Virlogeux) : le clochard
- Clive Francis (VF : Michel Le Royer) : Joe, le pensionnaire
- Michael Gover (en) (VF : Jean Berger) : directeur de la prison
- Miriam Karlin : femme aux chats (Cat Lady) assassinée par Alex
- James Marcus (en) (VF : Jean-François Poron) : Georgie
- Aubrey Morris (VF : Georges Riquier) : M. Deltoid
- Godfrey Quigley (en) (VF : Roger Carel) : le chapelain de la prison
- Sheila Raynor (en) (VF : Arlette Thomas) : Mme DeLarge, la mère d'Alex
- Madge Ryan (en) (VF : Paule Emanuele) : Dr Branom
- John Savident (en) (VF : Antoine Marin) : le conspirateur Dolin
- Anthony Sharp (VF : Jean-François Laley) : Frederic, le ministre de l'intérieur
- Philip Stone (VF : Roger Crouzet) : M. DeLarge, père d'Alex
- Pauline Taylor (VF : Régine Blaess) : Dr Taylor, psychiatre
- Margaret Tyzack (VF : Michèle Montel) : la conspiratrice Rubinstein
- Steven Berkoff (VF : Francis Lax) : l'inspecteur Tom
- Lindsay Campbell (VF : Alain Nobis) : inspecteur de police
- Michael Tarn (en) : Pete
- David Prowse (VF : Jacques Richard) : Julian, le garde du corps de M. Alexander
- Barrie Cookson : Dr Alcott
- Jan Adair : servante dans le fantasme biblique
- Gaye Brown : Sophisto (au Korova Milk Bar (it))
- Peter Burton : le minister Junior
- John J. Carney (es) (VF : Marc de Georgi) : le sergent
- Vivienne Maya : servante dans le fantasme biblique
- Richard Connaught  (VF : Daniel Russo) : Billyboy, chef de gang
- Prudence Drage : servante dans le fantasme biblique
- Carol Drinkwater : infirmière Feeley
- Lee Fox : sergent au bureau
- Cheryl Grunwald : victime nue du gang de Billyboy sur la scène du théâtre désaffecté
- Gillian Hills : Sonietta
- Craig Hunter : docteur
- Shirley Jaffe (en) : infirmière
- Virginia Wetherell (en) : actrice nue sur scène
- Neil Wilson : gardien à l'accueil de la prison
- Katya Wyeth : fille dans le fanstasme Ascot
- Robert Bruce : videur du Milkbar (non crédité)
- George Coulouris : professeur (non crédité)
- Helen Ford (en) : vieille dame au Duke of York (non créditée)
- Katharina Kubrick : fille croisant Alex au magasin de disques (non créditée)
- Olive Mercer (en) : vieille dame au Duke of York (non créditée)
- Pat Roach : videur du Milkbar (non crédité)
- Billy Russel : professeur agressé par Alex et ses droogs à la bibliothèque (non crédité, scènes supprimées)
- Barbara Scott : Marty (non créditée)
- Alec Wallis : conspirateur D.B. Da Silva (non crédité)

Sources et légende : version française (VF) sur AlloDoublage.
Remarque : dans la version française, on peut entendre également la voix de Jean-Claude Michel traduisant les titres de journaux parlant du suicide d'Alex.

## Production

### Titre
D'après Anthony Burgess lui-même, le titre Orange mécanique vient d'une vieille expression cockney : « He’s as queer as a clockwork orange » (« Il est bizarre comme une orange mécanique »), c'est-à-dire très étrange ou inhabituel. En Malaisie, où Burgess a travaillé, orang signifie également un « être humain » (qui a donné « orang-outan ») et cette connotation existe dans le mot, de même que l'anagramme organ. Le terme « orange » est d'ailleurs repris dans le vocabulaire Nadsat, dans sa signification « homme » (voir le lexique). Le titre pourrait donc aussi signifier « L'homme mécanique », ce qui décrirait l'état d'Alex après sa thérapie.

### Développement du projet
L'adaptation cinématographique du roman Orange mécanique (A Clockwork Orange) paru en 1962 est presque accidentelle. Le scénariste Terry Southern donne à Kubrick un exemplaire du roman alors que ce dernier travaille au développement d'un projet sur Napoléon Bonaparte, Kubrick le met de côté et s'en désintéresse. Peu de temps après, le film sur Napoléon est abandonné. Kubrick se met à lire le roman et l'effet est immédiat. Au sujet de son enthousiasme pour le roman, Kubrick explique : « J'étais excité par tout ce qui touchait au sujet : le scénario, les idées, les personnages et, évidemment, le langage. La grille de lecture, évidemment, se fait sur plusieurs niveaux : politique, sociologique, philosophique et, ce qui est le plus important, la symbolique psychologique onirique. » Kubrick écrit un script fidèle au roman, dont il dira : « Je pense que tout ce que Burgess avait à dire sur l'histoire est dit dans le livre, mais j'ai inventé quelques effets narratifs utiles et refaçonné quelques scènes. » Kubrick a bâti son script à partir d'une édition américaine plus courte que l'original, à laquelle il manque le chapitre final (qui sera restauré en 1986).

### Réalisation
Kubrick était un perfectionniste, il effectuait des recherches méticuleuses à l'aide de milliers de photographies prises sur les lieux de tournage potentiels et tournait les plans à de nombreuses reprises. Cependant, pour Malcolm McDowell, Kubrick réussissait souvent à avoir le plan assez tôt, ce qui limitait le nombre de prises. Le tournage eut lieu entre septembre 1970 et avril 1971, cette durée faisant d'Orange mécanique le film de Kubrick le plus rapidement tourné. Techniquement, pour créer les effets fantastiques et le côté onirique de l'histoire, il tourne avec des optiques très grand angle telles que la Kinoptik Tegea 9,8 mm pour des caméras Arriflex de 35 mm et il utilise des effets de ralenti ou d'accéléré pour montrer la nature mécanique de la scène de sexe dans la chambre à coucher ou pour styliser la violence à la manière du film de Toshio Matsumoto Funeral Parade of Roses (1969).

### Tournage

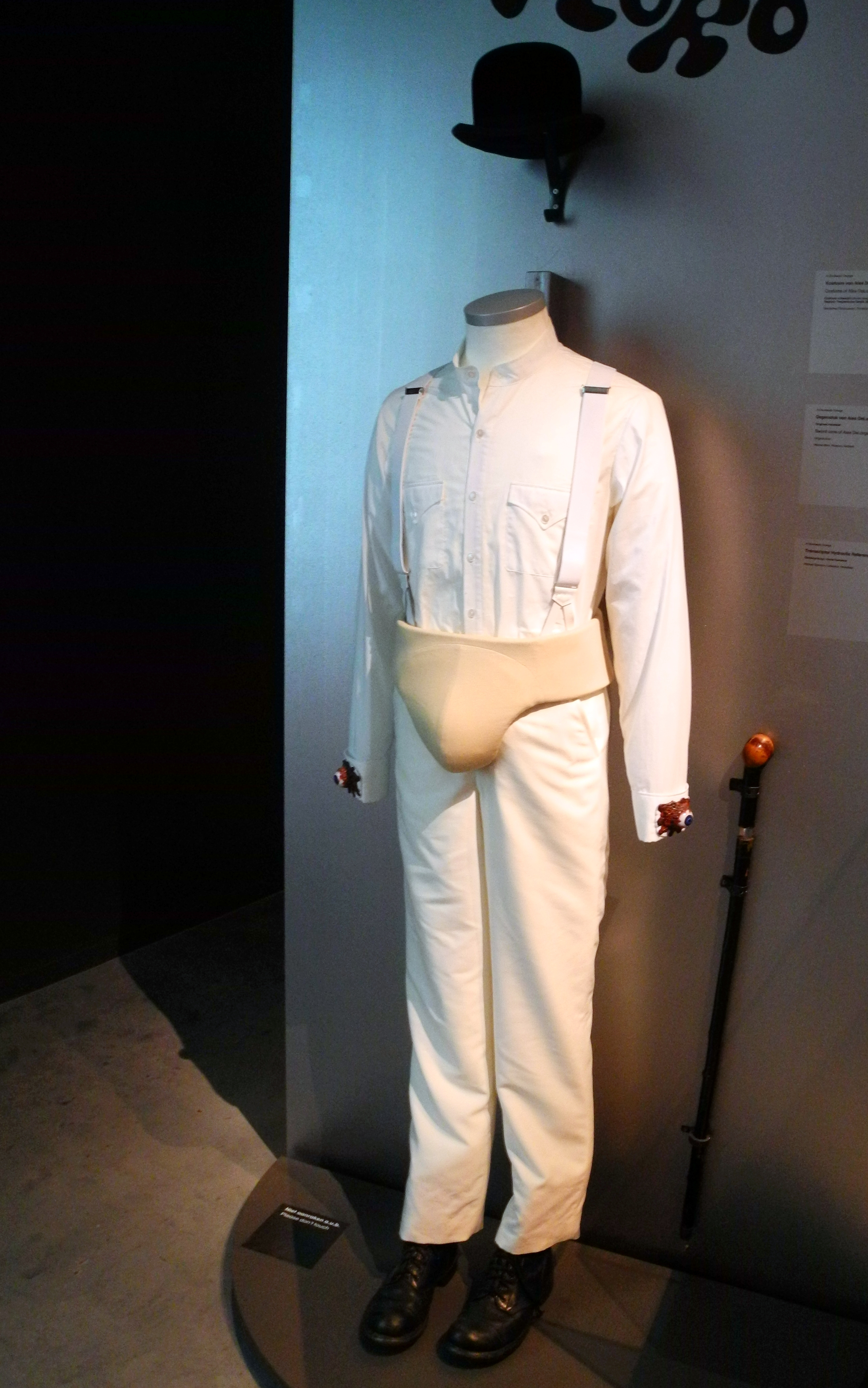
Costume d'Alex DeLarge. C'est l'acteur Malcolm McDowell qui proposa à Kubrick sa tenue de cricket blanche avec la coquille de protection, un chapeau melon associé aux financiers de la city et une canne.

McDowell est choisi pour le rôle d'Alex après que Kubrick l'a vu dans If..... Alors qu'ils travaillent sur les costumes, McDowell dit à Kubrick qu'il a son costume blanc de joueur de cricket dans sa voiture. Kubrick lui demande de le lui montrer. Tandis que McDowell s'habille, Kubrick voit le suspensoir (coquille) et lui dit de le mettre par-dessus le pantalon. Ce sera l'origine du costume des droogs.
Durant le tournage de la scène de la technique Ludovico, McDowell se blesse à la cornée (à cause des pinces en métal) et est temporairement aveugle. Le docteur qui se trouve à ses côtés durant la scène, lui versant une solution saline dans ses yeux ouverts de force, est en réalité un vrai médecin, le Dr Gundry, ayant pour but de lui hydrater les yeux. McDowell a plusieurs côtes cassées durant la scène d'humiliation sur la scène de théâtre. Un effet spécial unique est utilisé lorsque Alex saute à travers la fenêtre lors de sa tentative de suicide et donne l'impression au spectateur qu'il s'écrase sur le sol en s'approchant de la caméra jusqu'à la collision finale. Cet effet est obtenu en faisant tomber une caméra Newman Sinclair dans une boite, avec une lentille Kinoptic 9.8 grossissante, du troisième étage de l'hôtel Corus (en). À la surprise de Kubrick, la caméra résiste à six prises.

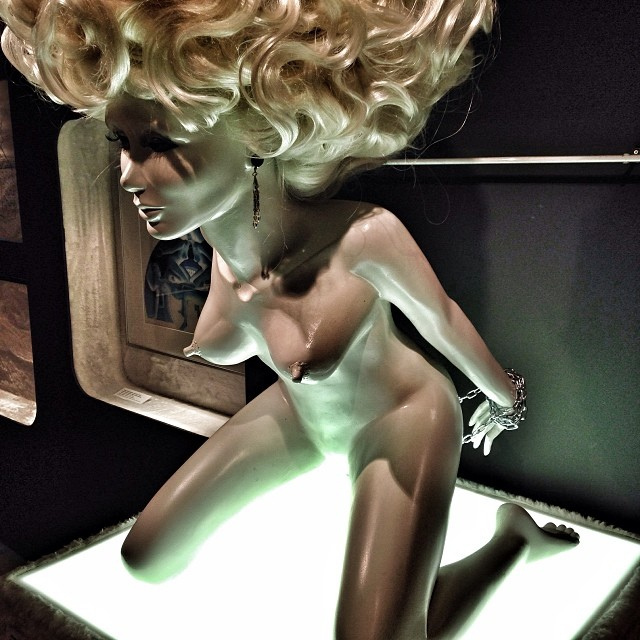
Sculpture féminine du Korova Milkbar, d'après l'œuvre d'Allen Jones.

Les figures féminines dans le Korova Milkbar sont inspirées du travail du sculpteur Allen Jones. Les peintures à caractère érotique que l'on aperçoit dans la maison de la « femme aux chats » sont de Cornelis Makkink.
À l'hôpital, dans les articles de journaux traitant de la tentative de suicide d'Alex, on peut lire le nom de famille « Burgess », identique au nom de l'auteur du roman, Anthony Burgess.
Lors de la scène du viol, Malcolm McDowell (Alex DeLarge) a choisi de chanter Singin' in the Rain parce qu'il s'agissait de la seule chanson dont il connaissait les paroles par cœur.
Lorsque Alex se rend chez le disquaire, on peut clairement voir la pochette du LP de la bande originale de 2001, l'Odyssée de l'espace, le film précédent de Stanley Kubrick.
Quand Alex est roué de coups par les mendiants et revoit ses anciens amis, Georgie et Dim, devenus policiers, Dim, à gauche, porte le numéro 665, et Georgie à droite, le numéro 667. Alex, au centre, correspond donc à 666, le nombre de la Bête.
Grâce à son imposante stature, David Prowse, qui joue le rôle du garde du corps de l'écrivain, interprétera plus tard Dark Vador (Darth Vader en VO) dans Star Wars.

#### Lieux de tournage

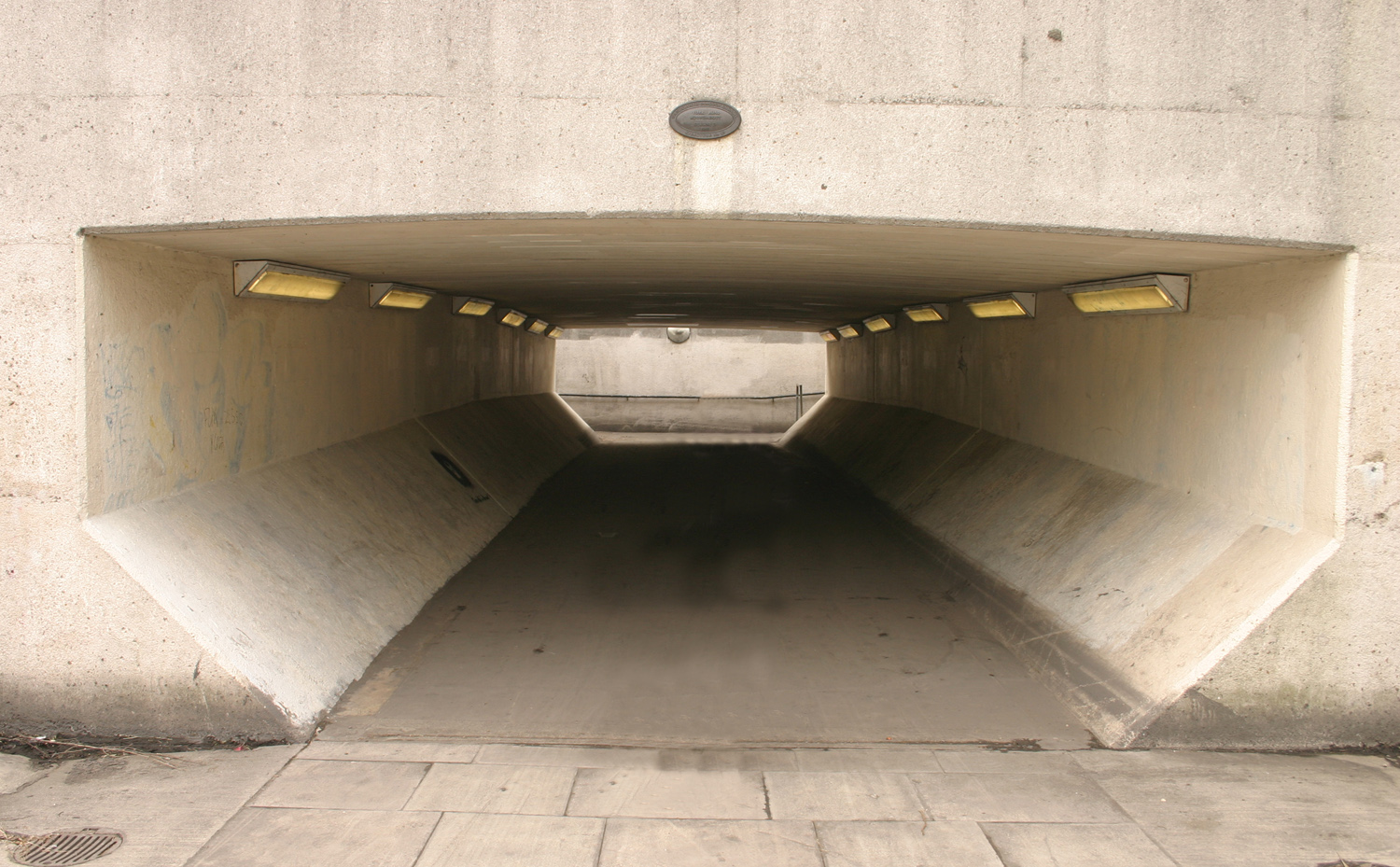
Le passage souterrain à Wandsworth, Londres, où Alex et ses droogies passent à tabac le clochard.

La plupart des lieux de tournage d'Orange mécanique se situent dans Londres et sa banlieue, de façon que Kubrick puisse être rapidement sur les lieux, sa maison étant située à Barnett Lane à Elstree. Les quelques scènes à ne pas avoir été tournées sur des lieux existants sont le Korova Milkbar, la partie intérieure de la prison, Alex prenant un bain dans la maison de Mr Alexander et les deux scènes correspondants dans le couloir. Ces plateaux de tournage ont été reconstitués dans une vieille usine sur Bullhead Road à Borehamwood. Ils ont aussi servi de bureau pour la production.
- L'attaque du clochard est filmée sous un passage souterrain (rénové depuis) du rond-point de Wandsworth Bridge à Wandsworth, à Londres.
- Une scène inutilisée du film est l'attaque du professeur tournée dans le centre commercial Friars Square (en) qui est maintenant couvert à Aylesbury dans le Buckinghamshire. Mais la scène est coupée car l'acteur, qui devait reconnaître Alex plus tard dans le film, meurt durant le tournage. En fait, ce sera le clochard qui reconnaîtra Alex.
- La bagarre avec le gang de Billyboy a lieu dans l'ancien hôtel The Karsino (en), démoli depuis sur l'île de Tagg (en) à Kingston upon Thames dans le Middlesex.

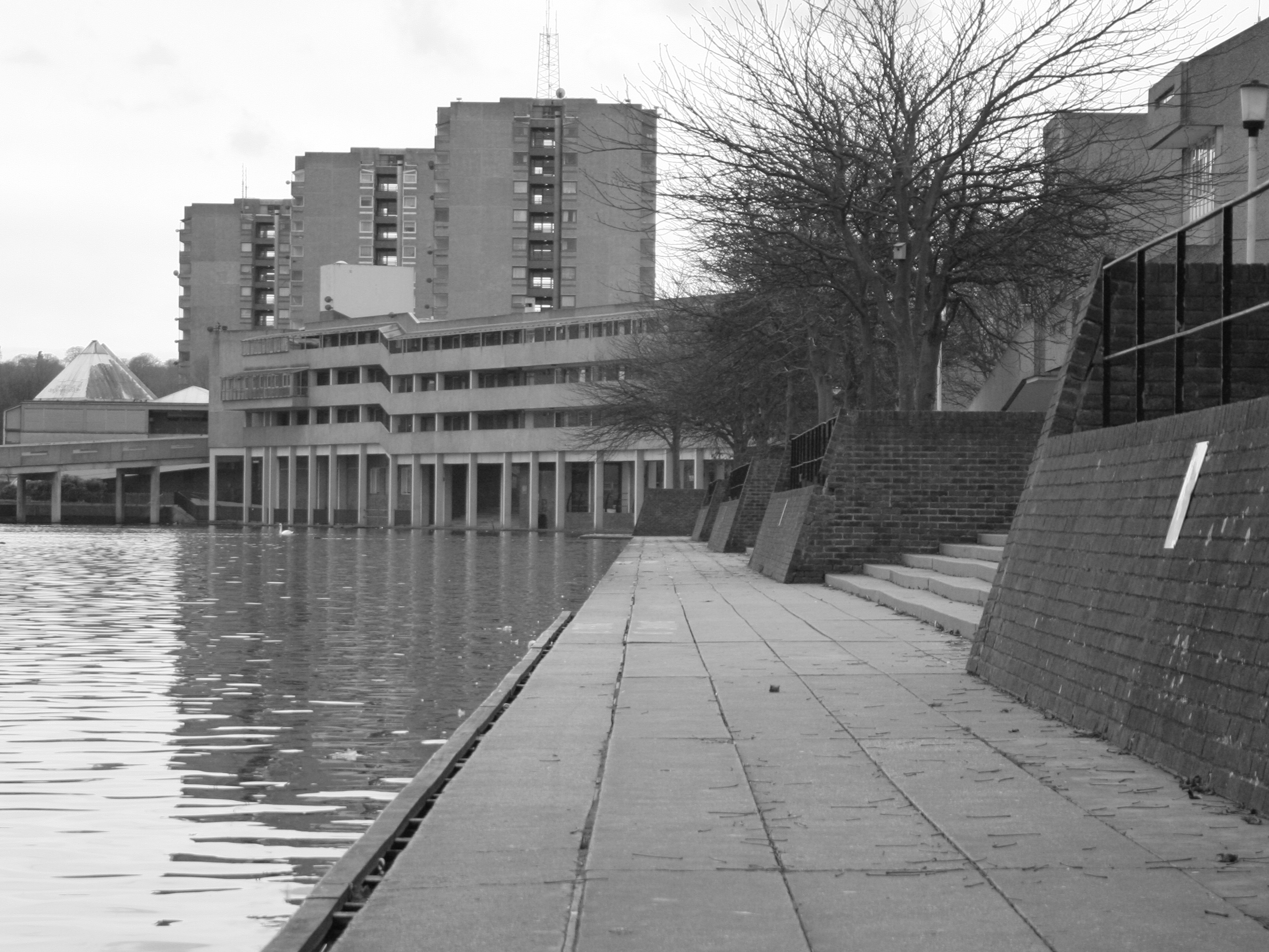
Le lac South Mere, dans lequel Alex pousse Georgie et Dim, deux de ses droogies, au Thamesmead South Housing Estate à Thamesmead, à Londres.

- L'appartement d'Alex est au sommet de la tour du bloc Century House à Borehamwood dans le Middlesex. Une plaque extérieure bleue et faite de mosaïque commémore le lieu de tournage.
- Le magasin de disque où Alex accoste les deux filles est le rez-de-chaussée de l'ancien Chelsea Drugstore (en), localisé au coin de Royal Avenue et King's Road à Chelsea. Un restaurant McDonald's occupe le bâtiment.
- La scène de fuite dans la nuit à bord de la « Durango 95 » (une Probe 16) est tournée à Colney Heath sur Bullens Green Lane sur la route de Fellows Lane dans le Hertfordshire.
- La maison de l'écrivain, lieu de l'agression et du viol, est filmée dans trois lieux différents. L'arrivée à bord de la Durango 95 devant le panneau d'entrée « HOME » est tournée sur le chemin menant à Munden House, à proximité de School Lane, à Bricket Wood (en). Les extérieurs de la maison et le jardin avec le petit pont par-dessus la mare est le jardin japonais de Milton Grundy à Shipton-under-Wychwood dans l'Oxfordshire et l'intérieur de Skybreak House au Warren à Radlett dans le Hertfordshire.
- Alex jette Dim et Georgie dans le lac South Mere à Thamesmead South Housing Estate, à Londres. Juste à 200 mètres au sud, Alex, en rentrant d'une virée nocturne, passe par une esplanade (maintenant détruite) en donnant des coups de pied dans des poubelles.
- Le pub The Duke of New York est le pub The Old Leather Bottle, qui fut ensuite renommé The Bottle and Dragon avant d'être détruit en 2002, à Stonegrove (en), à Edgware à Londres.
- La maison de « la dame aux chats » où Alex est attrapé par la police est Shenley Lodge (en), Rectory Lane, à Shenley dans le Hertfordshire.
- L'extérieur de la prison est la prison de Wandsworth, son intérieur est la prison, maintenant détruite, des casernes de Woolwich, à Woolwich à Londres.
- Les deux scènes de fantasmes bibliques (Christ et la scène de combat) sont filmées au mausolée Dashwood à West Wycombe dans le Buckinghamshire.
- L'examen dans la clinique médicale Ludovico, la salle de cinéma où s'effectue le lavage de cerveau, le hall de l'immeuble d'Alex avec l'ascenseur hors service, la chambre d'hôpital d'Alex, la salle d'interrogatoire (démolie) sont toutes situées à l'Université Brunel à Uxbridge dans le Middlesex.
- L'allocution du ministre aux médias sur la « cure d'Alex » a lieu à Nettlefold Hall à l'intérieur de la bibliothèque de West Norwood à West Norwood à Londres.
- La scène où Alex est attaqué par les vagabonds prend place sur la partie nord du Albert Bridge à Chelsea à Londres
- La scène où Dim et Georgie prennent Alex dans leur Land Rover de la police pour se diriger vers la campagne pour ensuite le plonger la tête dans un abreuvoir est dans School Lane dans Bricket Wood dans le Hertfordshire.
- La tentative de suicide et la scène de la salle du billard ont été tournées dans le vieux Edgewarebury Country Club dans Barnett Lane à Elstree dans le Hertfordshire.
- L'hôpital où Alex récupère est l'hôpital Princesse Alexandra (en) à Harlow dans l'Essex.
- Le fantasme sexuel final est tourné dans les hangars, démolis depuis, de Handley Page Ltd à Radlett dans le comté d'Hertfordshire.

### La musique dans le film

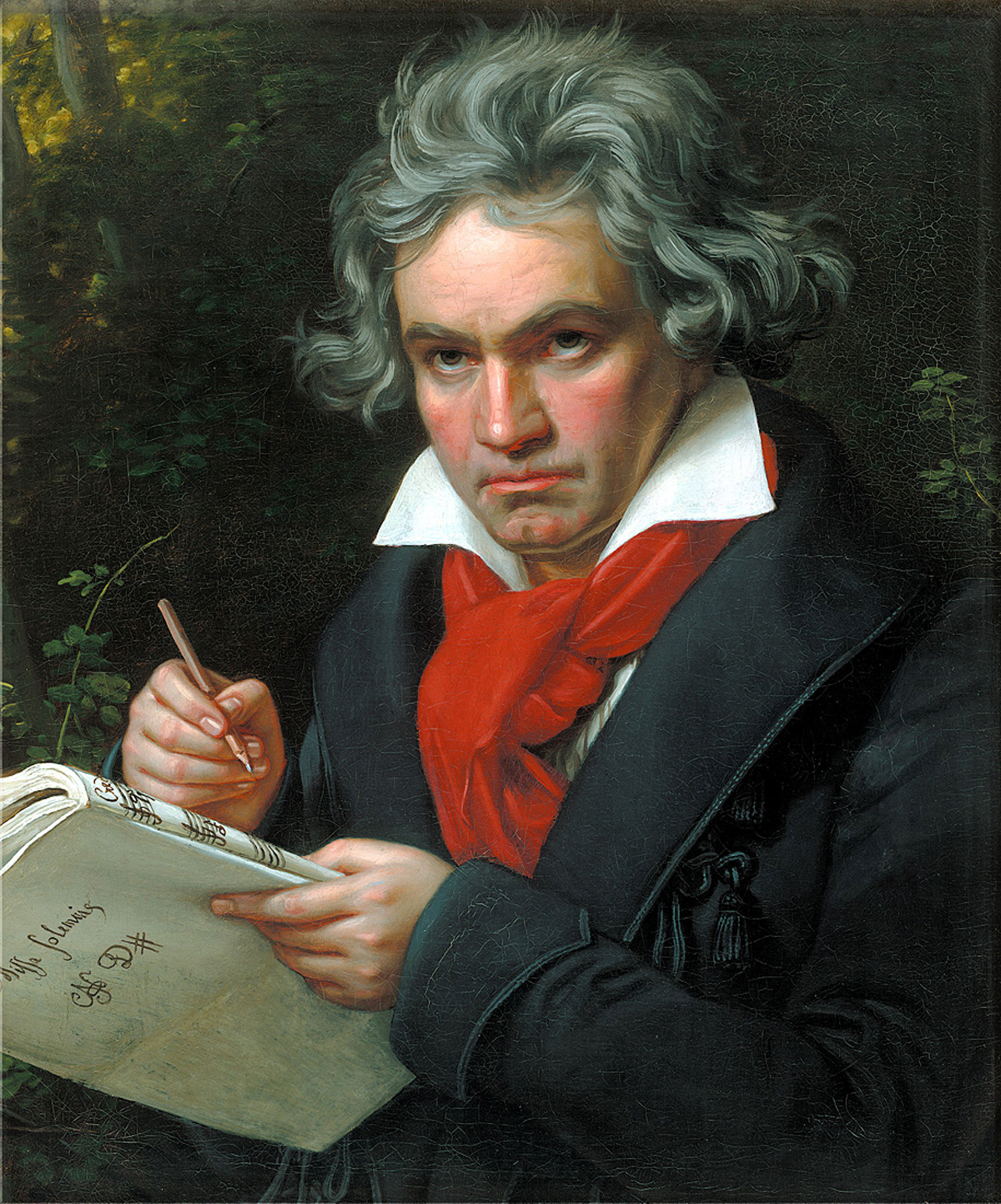
Ludwig van Beethoven (portrait par Joseph Karl Stieler, 1820).

La bande originale d'Orange mécanique est très particulière, voire « expérimentale » pour l'époque.
Kubrick préférait généralement utiliser de la musique classique existante plutôt que de faire appel à des compositeurs hollywoodiens, incapables selon lui de rivaliser avec les grands classiques (la partition prévue pour 2001, l'Odyssée de l'espace, achevée, avait par exemple été finalement refusée et remplacée par Richard Strauss, Johann Strauss, Ligeti et Khatchaturian).

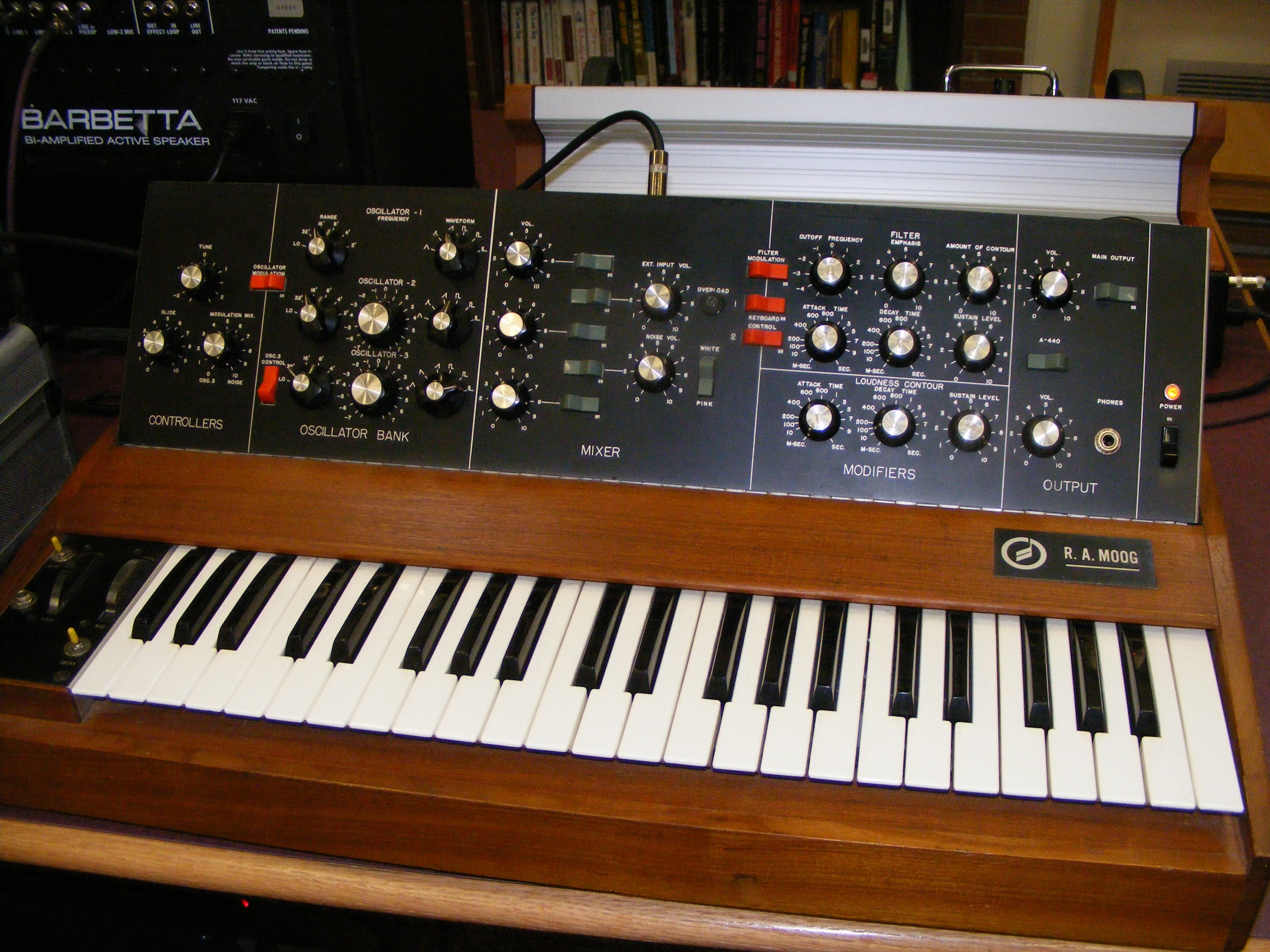
Exemplaire d'un des premiers synthétiseurs en usage vers 1970.

Il réfléchissait alors, le film étant en cours de montage, à un moyen d'accommoder Beethoven, nécessairement présent dans la bande originale en raison du culte que lui voue le jeune voyou protagoniste, lorsqu'il reçut la proposition d'une ingénieure du son et compositrice, alors auréolée du succès immense de l'une des productions classiques les plus hardies de l'époque : Wendy Carlos (alors appelée Walter Carlos) et son Switched on Bach, un album de musique baroque jouée avec un instrument alors révolutionnaire, le synthétiseur modulaire de Robert Moog. Carlos avait eu vent de ce que Kubrick travaillait sur une adaptation de Clockwork Orange, elle lui fit donc parvenir quelques maquettes et il fut séduit. Stanley Kubrick avait premièrement demandé au groupe Pink Floyd l'autorisation d'utiliser leur album Atom Heart Mother, mais Roger Waters, improvisé leader du groupe à la suite du départ de Syd Barrett, a décliné la proposition.
À la fin des années 1960, les synthétiseurs sont des instruments d'avant-garde, aux sons inédits, nouveaux, qui créent une atmosphère étrange. Wendy Carlos adapte notamment la Symphonie no 9 de Beethoven en utilisant les premiers vocoders, l'ouverture de Guillaume Tell de Rossini, le film s'ouvrant sur un morceau particulièrement sinistre, mettant immédiatement le spectateur dans l'ambiance d'un monde futur inquiétant : Musique pour les Funérailles de la Reine Mary (Music for the Funeral of Queen Mary) de Henry Purcell, transformée par le recours à des flangers et autres effets modernes.
Pour la bande-son du film, Stanley Kubrick recherchait un système d'atténuation du bruit pour permettre un mixage sophistiqué, et c'est ainsi qu'il contacta la société Dolby. Le système de réduction de bruit Dolby servit pour tous les pré-mixages et leur rematriçage ; mais les cassettes VHS du film utilisaient, elles, un enregistrement ordinaire.

#### Bande originale du film
- 1. Title Music from A Clockwork Orange (thème principal d'Orange mécanique, tirée de Music for the Funeral of Queen Mary, musique de Henry Purcell) - Wendy Carlos.
- 2. The Thieving Magpie (Ouverture de l'opéra La Pie voleuse - La gazza ladra - de Rossini, enregistrement de la Deutsche Grammophon Gesellschaft).
- 3. Theme from A Clockwork Orange (Ludwig van Beethoven) (thème d'Orange mécanique, Beethoven - Wendy Carlos).
- 4. Ninth Symphony, Second Movement (Abridged) (Neuvième Symphonie, second mouvement - (extrait) - enregistrement de la Deutsche Grammophon).
- 5. March from A Clockwork Orange (Marche d'Orange mécanique - neuvième symphonie, quatrième mouvement) - Wendy Carlos et Rachel Elkind.
- 6. William Tell Overture (ouverture de Guillaume Tell de Rossini) - Wendy Carlos.
- 7. Pomp and Circumstance March No. 1 - Sir Edward Elgar.
- 8. Pomp and Circumstance March No. 4 (extrait), Edward Elgar.
- 9. Timesteps (Extrait) - Wendy Carlos.
- 10. Overture to the Sun - Terry Tucker.
- 11. I Want to Marry a Lighthouse Keeper - Erika Eigen (la version du film est différente).
- 12. William Tell Overture (extrait) - enregistrement de la Deutsche Grammophon.
- 13. Suicide Scherzo (Neuvième Symphonie, Second mouvement), (extrait) - Wendy Carlos.
- 14. Neuvième symphonie, Quatrième Mouvement, (extrait), enregistrement de la Deutsche Grammophon.
- 15. Singin' in the Rain (Chantons sous la pluie), Gene Kelly, paroles de Arthur Freed, musique de Herb Brown.

Outre cela, Carlos fait intervenir deux fois le début du Dies iræ liturgique (le thème du « Jour de la colère » divine, le Jugement dernier), joué au synthétiseur (dans le générique et dans Country lane).

## Accueil du film

### Controverse et reconnaissance
Avec Bonnie and Clyde sorti en 1967, La Horde sauvage sortie en 1969, L'Inspecteur Harry sorti en 1971 et Les Chiens de paille sorti en 1971, Orange mécanique fait partie de ces films qui ont libéré l'expression de la violence au cinéma et sur lesquels la censure a, en général, limité son contrôle. Au Royaume-Uni, Orange mécanique est hautement sujet à controverse et même Kubrick émet des réserves quant aux réactions du public. Le film est à la 21e place de la liste de AFI's 100 Years...100 Thrills, soit les 100 meilleurs thrillers du cinéma américain publié en 2001, et à la 46e place du top 100 de l'American Film Institute, bien qu'il ne soit plus qu'à la 70e place sur 100 de la deuxième liste publiée en 2007. Alex DeLarge est à la 12e place sur 50 dans la catégorie des méchants dans AFI's 100 Years... 100 Heroes and Villains publié en 2003. Le film est à la quatrième place des 10 plus grands films de science-fiction du cinéma américain publiés par l'AFI's 10 Top 10 en 2008.
Il obtient 89 % de critiques positives sur Rotten Tomatoes, à partir de 47 avis, et une note de 8,4/10 sur IMDb.

#### Accueil et censure au Royaume-Uni
Après la sortie du film, plusieurs délinquants britanniques ayant perpétré des actes de violence gratuite se sont vantés avoir pris exemple sur le film mais, selon le réalisateur John Baxter, aucune preuve n'a jamais été réellement apportée à l'appui de cette influence supposée du film.
Les lettres de protestation, voire de menaces, envahissent alors la boîte aux lettres de Stanley Kubrick (qui avait quitté les États-Unis pour l'Angleterre) et des mécontents se groupent devant chez lui. Pour protéger sa famille, il demande à Warner Bros. de retirer le film des salles de cinéma britanniques en dépit de son grand succès. Fait unique, la société de production obtempère et le film est retiré après 61 semaines de projection en salles tout de même. L'occultation dure 27 ans et ne disparait qu'après la mort de Stanley Kubrick en 1999, avec une sortie en VHS et DVD. Ce n'est qu'en 2000, c'est-à-dire après la mort de Kubrick, que le film est à nouveau projeté au Royaume-Uni.
À la sortie du film en 1972, l'opinion publique s'était dite extrêmement choquée que la violence du film soit représentée de manière esthétique (it)[réf. souhaitée], lui donnant des ambiances de fête notamment dans les actes commis par Alex et sa bande au début du film. Dans les bonus du DVD du film, il est dit que les censeurs n'ont finalement rien trouvé à redire sur le film et se sont même déclarés étonnés de sa réputation sulfureuse au vu de son contenu réel qui justifiait selon eux la violence gratuite du début du film[pas clair].

#### Exploitation du film en France

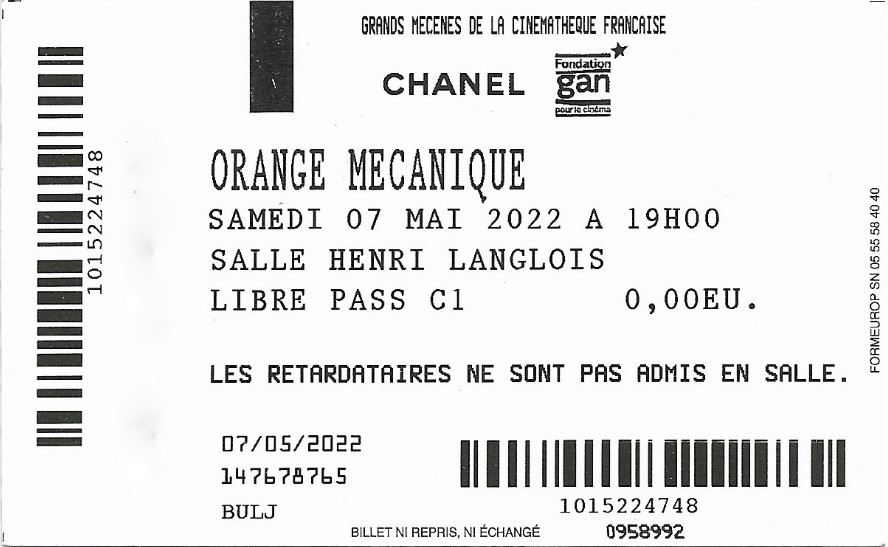
Billet pour la séance d'Orange mécanique du 7 mai 2022 à la Cinémathèque française, dans le cadre de la rétrospective Kubrick.

Le film est exploité en salles pendant 24 ans sans connaître aucune distribution vidéo ou diffusion à la télévision.
Warner Home Video édite pour la première fois le film en VHS en février 1996.
Le film est diffusé pour la première fois à la télévision sur Canal+ le 14 novembre 1996. Le film soulevant toujours autant de polémiques (« C'est de la provocation », écrit le journaliste Richard Cannavo dans le Nouvel Obs ; Télérama juge les dirigeants de Canal+ « très légers, voire irresponsables »), la chaîne renonce à le présenter en première partie de soirée et le diffuse en deuxième partie de soirée, assorti de la signalétique d'avertissement interdit aux moins de seize ans.

#### Box-office
| Pays ou région | Box-office        | Date d'arrêt du box-office | Nombre de semaines |
| -------------- | ----------------- | -------------------------- | ------------------ |
| États-Unis     | 26 589 355 $      | -                          | -                  |
| France         | 7 602 396 entrées | -                          | -                  |

### Récompenses
- Prix Hugo 1972 de la meilleure œuvre dramatique : Stanley Kubrick et Anthony Burgess
- NYFCC Award 1972 du meilleur réalisateur
- NYFCC Award 1972 du meilleur film
- Ruban d'argent du meilleur réalisateur étranger (Nastro D'Argento al regista del miglior film straniero) 1972 en Italie: Stanley Kubrick
- Mostra de Venise 1972 : Prix Pasinetti (it)
- Golden Spotlight (Frankfurt Abendpost (de)) 1972 en Allemagne[réf. nécessaire]
- Récompense spéciale de l'Union de la critique de cinéma 1972 en Belgique[réf. nécessaire]

### Nominations
- Oscars 1972 : citations à l'Oscar du meilleur film, à l'Oscar du meilleur réalisateur (Stanley Kubrick), à l'Oscar du meilleur montage (Bill Butler) et à l'Oscar du meilleur scénario adapté (Stanley Kubrick)
- Golden Globes 1972 : citation au titre du meilleur film dramatique, du meilleur réalisateur : Stanley Kubrick, et du meilleur acteur dans une œuvre dramatique : Malcolm McDowell
- BAFTA 1973 : citations au titre du Meilleur film, du Meilleur réalisateur, Stanley Kubrick, du Meilleur scénario, Stanley Kubrick, de la Meilleure photographie, John Alcott, du Meilleur montage, Bill Butler, de la Meilleure direction artistique, John Barry, et de la Meilleure bande-son, Brian Blamey-John Jordan-Bill Rowe

## Analyse

### Thèmes du film

#### Morale
La question de la morale est un des thèmes centraux du film (comme dans beaucoup des livres de Burgess), surtout la définition du « bien » et du « juste » et quelles méthodes utiliser pour stopper les comportements immoraux.
En 1971, lors d'un entretien pour l'hebdomadaire américain Saturday Review, Stanley Kubrick décrit le film comme : « une satire sociale posant la question de savoir si la psychologie comportementale et le conditionnement psychologique sont de nouvelles armes dangereuses pour un gouvernement totalitaire qui chercherait à imposer un vaste contrôle sur ses citoyens et les transformerait en à peine plus que des robots. » De la même manière, sur une fiche du script du film, Kubrick écrit : « C'est l'histoire d'une rédemption douteuse d'un adolescent délinquant par une thérapie de réflexes conditionnés. C'est en même temps un débat sur le libre-arbitre. »

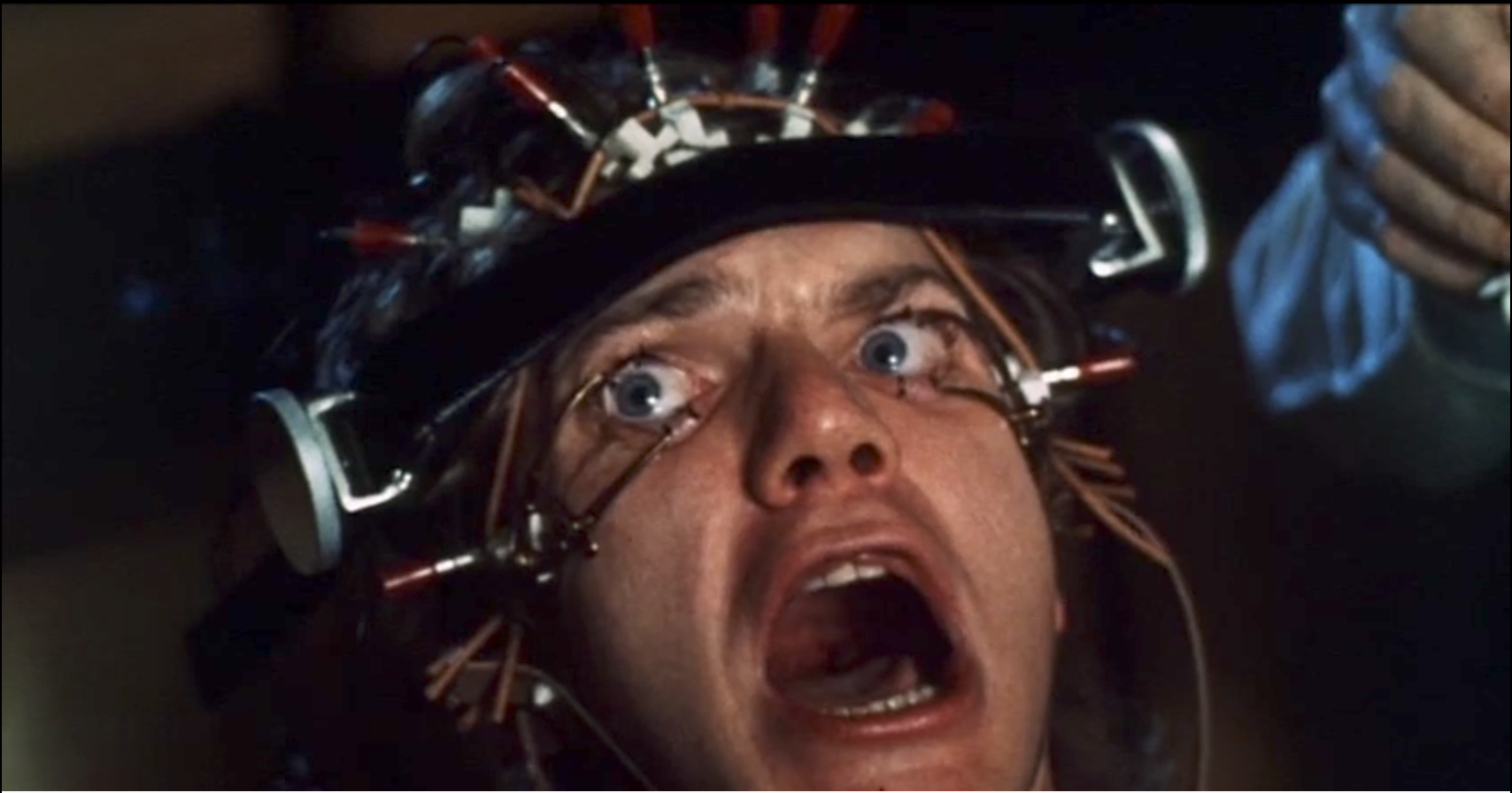
Alex sujet de l'expérimentation de la technique Ludovico.

Après avoir subi la thérapie de l'aversion, Alex se comporte comme un homme honnête dans la société. Sa bonne volonté et son honnêteté sont involontaires, il fonctionne comme une orange mécanique, organique à l'extérieur et mécanique à l'intérieur. En prison, après avoir été témoin de la technique Ludovico sur Alex, l'aumônier la critique, la considérant comme artificielle et fausse, affirmant que la véritable bonté et honnêteté doit venir de la volonté propre. Cette réflexion amène à se questionner sur la restriction des libertés fondamentales, qu'elles soient personnelles, gouvernementales ou civiles. À travers cette expérience s'affrontent deux forces politiques, celle du gouvernement (totalitaire) et celle plus « libérale » des dissidents, les deux manipulant Alex pour des finalités purement politiques. L'écrivain Frank Alexander, victime d'Alex et de sa bande, veut à la fois se venger de lui et se servir de son suicide pour lever la population contre le gouvernement en place et son nouveau régime. Alexander craint le nouveau gouvernement ; au téléphone avec un de ses partisans, on l'entend dire dans la version française : « Depuis ces derniers mois, on recrute des brutes furieuses en guise de policiers, on instaure des techniques dégradantes et dangereuses de lavage de cerveau. Oh, on a déjà vu tout ça, hélas, dans d'autres pays ; ce n'est que l'ombre du poignard ! Mais bientôt, sans même nous en apercevoir, nous mourrons écrasés sous le totalitarisme. »
De l'autre côté, le ministre de l'Intérieur (le Gouvernement) emprisonne M. Alexander (l'intellectuel dissident) sous prétexte qu'il a mis en danger Alex (symbolisant le peuple), plutôt que le régime totalitaire du gouvernement (décrit par M. Alexander). Le sort de l'écrivain reste incertain ; cependant, le ministre explique à Alex que M. Alexander a interdiction d'écrire ou de produire un quelconque travail « subversif » critiquant le gouvernement et ayant pour but de créer des troubles politiques.
Kubrick a voulu souligner que l'immoralité d'Alex se reflète dans la société dans laquelle il vit. L'amour de la « dame aux chats » pour l'art pornographique est comparable aux goûts d'Alex pour le sexe et la violence. Des objets ou éléments ayant pour inspiration une pornographie plus légère sont présents dans le logement des parents d'Alex. Dans une des dernières scènes, quand Alex se réveille de son coma à l'hôpital, une infirmière et un docteur sont en plein acte sexuel.

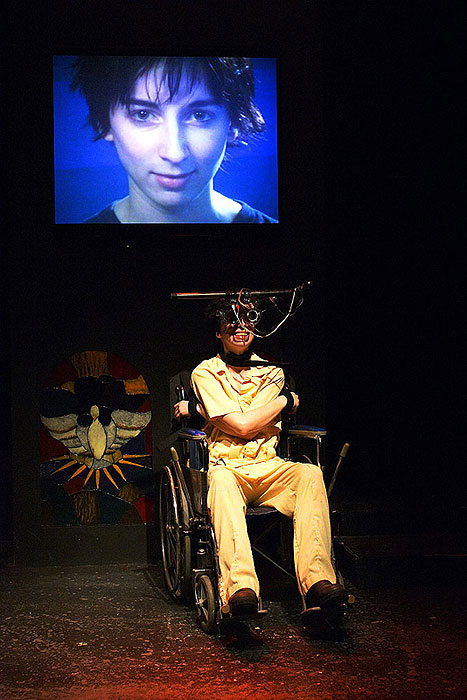
Adaptation théâtrale (Los Angeles, 2003) rappelant la scène de la technique Ludovico : après inoculation sous cutanée d'un sérum, Alex est attaché au moyen d'une camisole de force dans un fauteuil, des écarquilleurs de paupières maintenant ses yeux ouverts.

#### Psychologie
Une autre cible du film est le béhaviorisme (psychologie béhavioriste) prôné par les psychologues John B. Watson et B. F. Skinner. Burgess désapprouve le béhaviorisme, qualifiant un des livres les plus célèbres sur le sujet écrit par un des plus connus des behaviouristes B. F. Skinner, Par delà la liberté et la dignité (Beyond Freedom and Dignity), sorti en 1971, « un des livres les plus dangereux jamais écrit ».
Bien que les limites du béhaviorisme aient été énoncées par son principal fondateur J. B. Watson, Skinner affirme que la modification comportementale, spécialement le conditionnement opérant (conditionnement qui s'effectue via des techniques alternant récompenses/punitions), plus que le conditionnement Watsonnien « classique », est la clef d'une société idéale. La technique Ludovico du film est largement perçue comme une parodie de la thérapie par aversion plus qu'un conditionnement classique et normal.
En montrant le Alex « réhabilité » rejetant à la fois le sexe et la violence, le film suggère qu'en le privant de ses capacités à se débrouiller tout seul, le conditionnement mental d'Alex via la technique Ludovico déshumanise ses auteurs, tout comme les actes de violence d'Alex dans la première partie du film le déshumanisent.[réf. nécessaire] La technique qui tend à conditionner Alex à avoir des réactions de souffrances physiques face à la violence s'apparente au projet MKUltra développé par la CIA dans les années 1950.
D'après Liz Moorhead, une blogueuse australienne, la technique Ludovico peut être comparée à des techniques existantes de castration chimique. En outre, le film permet de : « placer le spectateur devant ses pulsions tabou » et ainsi de considérer le cerveau comme « antre de la folie ».

### Type de société
La société décrite dans le film, caractérisée par une crise sociale et une dérive totalitaire, est parfois perçue comme une dictature libérale en raison de la forme d'état policier au service des plus aisés. Comme Malcolm McDowell l'explique dans les commentaires du DVD, le lieu de résidence d'Alex, ainsi que le nom « bloc municipal 18A grande ceinture nord », s'inspire d'un habitat social de piètre qualité inspiré par les architectes du parti travailliste anglais (Labour Party).
Plus tard, dans le film, quand le nouveau gouvernement prend le pouvoir, l'atmosphère est plus autoritaire que l'atmosphère d'anarchie des débuts du film. La réponse de Kubrick à la question de Ciment sur la nature exacte de la société décrite reste ambiguë. Cependant, Kubrick reconnaît qu'il fait des comparaisons dans le film entre la droite et la gauche et il estime qu'il y a peu de différences entre les deux : « Le ministre, joué par Anthony Sharp, est clairement une figure de droite. L'écrivain, joué par Patrick Magee, est un fou de gauche. [...] Ils diffèrent seulement dans leurs dogmes. Leur manière de faire et leur buts finaux sont quasiment les mêmes. »

### Différences entre le film et le livre
A Clockwork Orange a été écrit par Anthony Burgess en 1962 et adapté au cinéma par Stanley Kubrick neuf ans plus tard, en 1971. Kubrick s'est appuyé sur la version américaine du livre, censurée dans le dernier chapitre. Informé par l'auteur pendant le tournage, Kubrick n'a pas voulu prendre cela en compte, le jugeant trop différent de ce qu'il voulait montrer à travers le film. Dans ce chapitre, Alex reforme une bande avec trois droogs, puis revoit Pete un soir. Celui-ci, âgé de vingt ans, est désormais marié, ce qui sidère Alex. En y réfléchissant, il décide de se ranger complètement, sermonne ses droogs sur leurs actions (« Tout ce que vous faites, c'est vous en prendre à des gens sans défense… ») et finalement songe à fonder une famille.

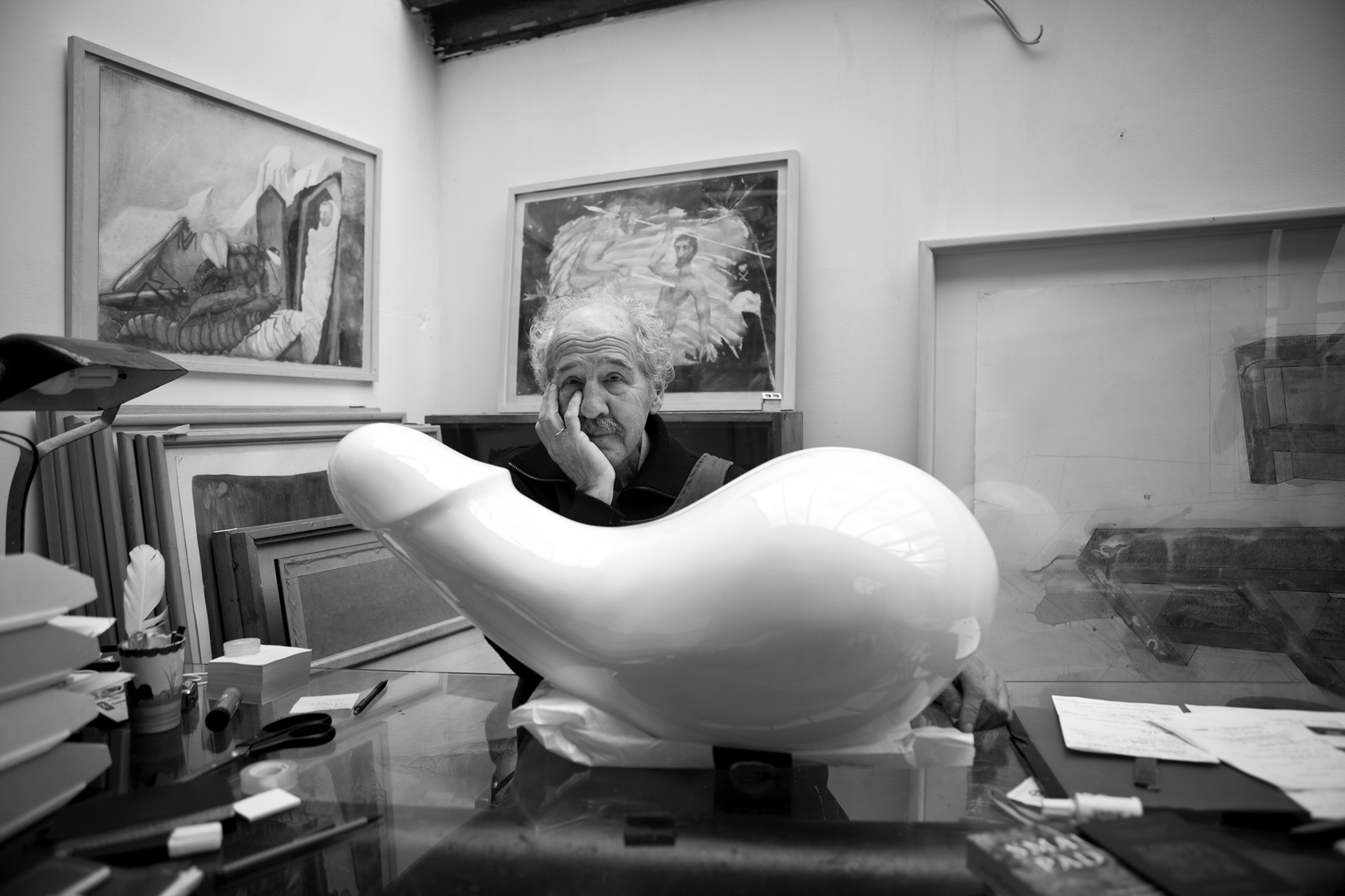
Herman Makkink à côté de sa Rocking Machine, la sculpture phallique de la « femme aux chats ».

Hormis cette différence importante mais très localisée, le film est très proche du livre. Certaines répliques sont directement inspirées des dialogues du livre ; les différences qui subsistent sont surtout : l'âge d'Alex, le nom de ses droogs, l'âge des deux filles chez le disquaire, le lieu de l'agression de la devotchka au début. Certains détails sont entièrement apportés par Kubrick : la présence du serpent domestique d'Alex, la sculpture de forme phallique du sculpteur Herman Makkink qu'utilise Alex pour tuer la femme aux chats, la scène où Alex arrive en prison, les rapports sexuels entre le docteur et l'infirmière lors du réveil d'Alex à l'hôpital (après sa tentative de suicide). La chanson Singin' in the Rain est une pure improvisation de l'acteur Malcolm McDowell. Certains éléments du livre ont également été supprimés pour l'adaptation en film, tels l'assassinat commis par Alex en prison ou l'agression du vieux à la bibliothèque.
On note aussi une nette différence quant à la quantité de jargon utilisé dans le film, largement inférieure à celle présente dans le livre. Le vocabulaire d'Alex et de ses droogs subit aussi parfois certaines modifications selon les versions (la séance de « dedans-dehors » devient « ça va-ça vient » dans la version française mais toujours « in-out » dans la version originale en anglais). Ces changements s'expliquent par la nécessité pour un spectateur n'ayant pas lu le livre de s'adapter rapidement à l'univers particulier de Burgess.
De même, les costumes des droogs du film sont totalement différents de ceux du livre.

### Adaptation théâtrale
L'auteur du roman d'origine, Anthony Burgess, a adapté lui-même son roman en une version musicale pour la scène, en 1986. Cette adaptation de l'œuvre au théâtre est une première mondiale.
En Grande-Bretagne, le roman a inspiré bien des adaptations pour la radio ou la scène, en dehors de la version cinématographique de Kubrick.
La BBC a réalisé la première adaptation filmée du roman - le premier chapitre seulement - pour l'émission Tonight, à la sortie du livre en 1962. Elle a également créé en 1998 la première adaptation sous forme de dramatique radio.
Des troupes de théâtre ont proposé leur propre vision de l'œuvre : la première adaptation connue a été montée par John Godber au festival d'Édimbourg en 1980. En 1998, The Ensemble Theatre from the North of England filmait une interprétation très contemporaine du roman, dans laquelle les drougs sont des skinheads accomplissant leurs méfaits sur de la musique techno.
Une performance scénique, Machinations of Choice, a été présentée par la troupe de Craig Quintero à l'occasion d'un colloque sur Orange mécanique à Angers, le 8 décembre 2001.
En France, Orange mécanique a été adapté au Cirque d'Hiver, à Paris, en février 2006 par Alexandre Berdat et Nicolas Laugero Lasserre, mis en scène par Thierry Harcourt. La pièce, annoncée comme très crue, est interdite aux moins de 16 ans en raison du caractère ultraviolent de l'œuvre.
Une adaptation théâtrale a également eu lieu à Linz, en Autriche, en 2012. Elle était également interdite aux moins de 16 ans.